# Mezoneurum
Mezoneurum là một chi thực vật có hoa trong họ Đậu.